# 沙丘之变
沙丘之变，又称沙丘之谋，秦始皇在沙丘宫（今河北省广宗县）去世后，赵高與李斯殺害公子扶苏，拥立胡亥即位的事件。
秦始皇三十七年（前210年），秦始皇巡游时在途中突然去世，遗詔令其長子扶苏主持葬礼，意即使之返都即位。遺詔還沒交給使者發出時秦始皇已經駕崩，只有公子胡亥、李斯和趙高以及五六個親信宦官知道秦始皇去世的消息。
此時扶苏正在上郡監督蒙恬的軍隊，管理詔書的赵高卻發動了陰謀，向胡亥表示：「商汤、周武王都攻打了自己君主，衛出公出兵欲杀他的父亲，而卫国人称颂他的功德，立大功者不必拘泥小節。」要胡亥奪取帝位。胡亥最初以始皇传位扶苏意图明显、越兄而立不祥为由拒绝，但最终还是答應了。趙高又威胁丞相李斯，說扶苏會以蒙恬任宰相，如果想要長保權勢，就應該加入陰謀，如此則可以享有仙人王子喬、赤松子的長壽，孔子、墨子的智慧。李斯於是同意了。
李斯和趙高隐瞒秦始皇死讯，以咸鱼（當時稱“鮑魚”）放到秦始皇车上，遮挡尸体发出的臭味。回到咸阳後，拥立公子胡亥为皇帝，是为秦二世，而扶苏与蒙恬皆被趙高矯詔假稱秦始皇命令而殺害，扶苏被賜死而自刎，蒙恬被斬殺。